# Konstantin Babickij
Konstantin Babickij (rusky Константин Иосифович Бабицкий; 15. září 1929, Moskva – 14. září 1993, Moskva) byl ruský disident a lingvista, účastník demonstrace na Rudém náměstí v srpnu 1968 proti okupaci Československa.
Narodil se v Moskvě. V roce 1953 vystudoval Ústav sdělovací techniky v Moskvě (dnes Moskevská technická univerzita komunikace a informatiky – Московский технический университет связи и информатики) a poté žil několik let Urale. Po návratu do Mosky začal studovat filologii na Lomonosovově univerzitě. Studia dokončil v roce 1960. Po studiích pracoval jako vědec v Ústavu ruského jazyka Akademie věd. Při své práci kombinoval své technické a humanitní vzdělání, když se zabýval teoritickou a aplikovanou lingvistikou, konkrétně pak matematickou lingvistikou. Zabýval se transformací a srovnáváním syntaxe německého jazyka a ruského jazyka, zejména ve formálním modelování častí řeči.
Politicky se příliš neangažoval, mezi přáteli však měl několik disidentů (mj. Larisu Bogorazovou a Pavla Litvinova, pro které překládal z češtiny a polštiny texty pro samizdat. 22. srpna 1968 na pracovišti rozhodně odsoudil invazi vojsk Varšavské smlouvy do Československa, která ho velmi pobouřila, a rozhodl se tedy zúčastnit demonstrace na Rudém náměstí proti okupaci Československa, která se konala 25. srpna 1968. Na demonstraci se dostavil s česky psaným transparentem Ať žije svobodné a nezávislé Československo. Příslušníci KGB mu transparent vytrhli a zabavili, když však začali napadat sedícího spoludemonstranta Viktora Fajnberga, snažil se jej bránit vlastním tělem.
Za účast na demonstraci byl odsouzen ke třem letem vyhnanství, odvezen byl do vesničky Krasnyj Zaton nedaleko Syktyvkaru. Zde pracoval jako truhlář v továrně. Byl také propuštěn z Akademie věd. V polovině 70. let mu KGB nabídla návrat do akademického prostředí, pokud by se zavázal neprotestovat proti politice Sovětského svazu. Tuto nabídku odmítl.
Do konce života se živil restaurováním nábytku a řezbářstvím, ve volném čase překládal do ruštiny básně východoevropských autorů. Zemřel v roce 1993 v Moskvě.
V 1990 mu bylo uděleno čestné občanství hlavního města Prahy. V roce 2014 byl Poslaneckou sněmovnou spolu s ostatními demonstranty z 25. srpna 1968 navržen na české státní vyznamenání Řád Tomáše Garrigua Masaryka, český prezident Miloš Zeman však vyznamenal pouze Natalju Gorbaněvskou. Spolu s ostatními demonstranty z 25. srpna 1968 dostal v roce 2018 in memoriam ocenění Gratias Agit ministra zahraničí České republiky.